# Idioma murui-muinani
El murui-muinani, uitoto o huitoto es una lengua originaria de Sudamérica de la familia de Lenguas uitoto hablada en la amazonía de Brasil, Colombia y Perú, en las cuencas de los ríos Putumayo, Napo y Amazonas, del departamento de Loreto. Los códigos de idioma del murui-muinani son hux, huu, hto (ISO 639-3). Se ha calculado en 2016 el número de hablantes en aproximadamente 3500 personas.

## Familia lingüística
El murui-muinani pertenece a la subfamilia de lenguas uitoto que junto a la subfamilia de lenguas bora forman parte de las lenguas bora-witoto, una familia de lenguas indígenas americanas.
El murui-muinani (iso 639: hto, hux, huu) es una de las tres lenguas uitoto sobrevivientes. Las otras dos son: el nonuya (iso 639: noj) y el ocaina (iso 639: oca). De acuerdo a un reporte de UNESCO de 2014, las tres lenguas están en peligro en diferentes grados: el uitoto es «vulnerable», el ocaina está «definitivamente en peligro» y el nonuya está «críticamente en peligro».

### Dialectos
Según el Ministerio de Educación (2013), la lengua murui-muinanɨ presenta variedades regionales en el Perú:
- nɨpode, nüpode huitoto (código ISO-693-3: hux)[3]
- mɨnɨka (muinanɨ), minica huitoto (código ISO-693-3: hto)[4]
- bue, bue huitoto
- mɨka, murui, murui huitoto (código ISO-693-3: huu)[5]